# Хорнгахер, Штефан
Ште́фан Хорнга́хер (нем. Stefan Horngacher; род. 20 сентября 1969 года, Вёргль) — австрийский прыгун с трамплина и тренер. Двукратный бронзовый призёр Олимпийских игр. Двукратный чемпион мира в командных соревнованиях.

## Карьера
В Кубке мира дебютировал в начале 1988 года в качестве прыгуна национальной группы на домашних этапах Турне четырёх трамплинов, где занял 115 место в Инсбруке и 110 в Бишофсхофене. Через год выступил на тех же этапах и занял там места в седьмом десятке.
Переломным годом в карьере Штефана Хорнгахера стал сезон 1990/91. На втором этапе в Лейк-Плесиде набрал первые кубковые очки, став восьмым. На Турне четырёх трамплинов во всех стартах попадал в десятку сильнейших (в том числе добыв первый подиум в Гармиш-Партенкирхене) и стал пятым в генеральной классификации. В том же году выступил на чемпионате мира в Валь-ди-Фьемме, где был пятым на большом трамплине, 22-м на нормальном, а в командном турнире вместе с Хайнцом Куттином, Эрнстом Феттори и Андреасом Фельдером завоевал золотую медаль, став впервые в карьере чемпионом мира. 21 февраля 1991 года одержал свою первую победу на этапе в Тауплице. По итогам сезона стал четвёртым в Кубке мира и вторым в зачёте полётного первенства.
В 1993 году на чемпионате мира в шведском Фалуне в составе команды завоевал бронзовую медаль, год спустя повторил это достижение на Олимпийских играх в Лиллехаммере. В личных стартах на Играх Хорнгахер становился 12-м на нормальном трамплине и 19-м на большом.
Несколько следующих лет были для австрийского прыгуна не слишком удачными. Он нерегулярно набирал кубковые очки и даже не попал в состав сборной на чемпионат мира 1995 года. Но к олимпийскому сезону 1997/98 Хорнгахер вернул себе место в команде и на Играх в Нагано второй раз в карьере завоевал олимпийскую бронзу в командном турнире прыгунов с трамплина. В личном турнире на нормальном трамплине замкнул десятку лучших, а на большом трамплине сорвал свой прыжок и занял лишь 60-е место.
В январе 1999 года на этапе в польском Закопане одержал свою вторую и последнюю личную победу. Через месяц на домашнем чемпионате мира добыл очередную бронзовую медаль в командном турнире.
Перед чемпионатом мира 2001 года в Лахти в программу турнира были включены командные прыжки с нормального трамплина. Первыми чемпионами в этой дисциплине стали австрийцы, за которых выступал и Хорнгахер. В командном турнире на большом трамплине он завоевал свою третью бронзовую медаль мировых первенств.
На своей третьей Олимпиаде Штефан Хорнгахер не выиграл медалей, хотя и показал лучших личный результат в карьере (5 место на большом трамплине). В командном турнире австрийцы остановились в шаге от медали, став четвёртыми. После Олимпиады завершил спортивную карьеру. Всего за годы выступлений 15 раз попадал на кубковый подиум, одержал две победы.

## Тренерская карьера
Сразу после ухода из спорта Хорнгахер перешел на тренерскую работу, получив пост помощника тренера в сборной Австрии. В 2004—2006 годах работал с молодёжной сборной Польши, приводил её к медалям чемпионата мира (в том составе были будущие чемпионы мира среди взрослых Пётр Жила и Камил Стох). 
С 2007 года работал сначала с молодёжной сборной Германии, также был личным тренером Мартина Шмитта. С 2011 по 2016 год был помощником главного тренера немцев Вернера Шустера.
В марте 2016 года австриец подписал двухлетний контракт с польской федерацией и стал главным тренером национальной команды. Под его руководством уже в первом сезоне Камил Стох выиграл Турне четырёх трамплинов, а позднее польская сборная в составе Стоха, Жилы, Давида Кубацкого и Мацея Кота впервые в истории стала чемпионом мира в командном турнире. По итогам 2017 года Хорнгахер получил приз лучшему тренеру Польши.
Также успешным для Хорнгахера и его команды оказался сезон 2017/18. Камил Стох выиграл все четыре этапа и общий зачёт Турне четырёх трамплинов, чуть позднее завоевал личное золото на Олимпиаде. Также польская сборная впервые в истории завоевала олимпийскую медаль в командном первенстве, став третьей.